# تشيت سبنسر
تشيت سبنسر (بالإنجليزية: Chet Spencer)‏ هو لاعب كرة قاعدة أمريكي، ولد في 4 مارس 1883 في ساوث ويبستر في الولايات المتحدة، وتوفي في 10 نوفمبر 1938 في بورتسموث في الولايات المتحدة.